# Martin Vučić
Martin Vučić (en macedonio: Мартин Вучиќ) es un cantante pop de Macedonia del Norte. Representó a su país en el Festival de la Canción de Eurovisión 2005 celebrado en Kiev, Ucrania.

## Biografía
Realizó sus estudios en Skopie y desde temprana edad expresó su interés por la música. Comenzó tocando los tambores a la edad de 3 años, y a los 7 ya participaba en distintos festivales infantiles. Representó a Macedonia en el Festival de la Canción de Eurovisión 2005 con la canción "Make my day" (cuyo título original era "Ti si son"), obteniendo el 17º lugar en la final del certamen. Ese mismo año ganó el Premio Barbara Dex al concursante de Eurovisión "peor vestido" del año. También obtuvo el segundo lugar en el Ohrid Fest con la canción "Rano mi e da se vrzam", la cual fue seleccionada como la Canción más popular de 2002 y Descubrimiento del año 2002 en su país. Ese mismo año, en el Budva Festival en Serbia y Montenegro, obtuvo el premio de los periodistas y de la crítica y un contrato con BK Sound Records. Además, obtuvo en el Mak Fest el premio al Mejor intérprete por su canción "Harem". En 2004 recibe los galardones a Cantante del año y Dueto del año en su natal Macedonia.
También ha sido varias veces invitado a participar en programas para la televisión turca. De hecho, en ese país se le conoce como el "Tarkan de Macedonia". En la actualidad, Vučić es estrella exclusiva de City Records.

## Discografía

### Álbumes
- 2003: Rano e da se vrzam (Es muy pronto para darte por vecido)
- 2006: Muza (Musa)
- 2008: Makedonski zvuci (Sonidos de Macedonia)[3]

### Singles
- 2005: "Make my day"
- 2006: "Tise kucaj srce moje"
- 2007: "Biber i čokolada"